# Inside Men
Pour les articles homonymes, voir Inside Man (homonymie).
Ne doit pas être confondu avec Inside Man : L'Homme de l'intérieur.
Inside Men est une mini-série britannique en quatre épisodes de 60 minutes créée par Tony Basgallop et diffusée en février 2012 sur BBC One.
La série fut diffusée sur Canal+ à partir du 20 mai 2013.

## Synopsis
John Coniston, le manager d'une entreprise de comptabilité sécurisée, fait face à sa plus grande peur : le vol à main armée.

## Distribution
- Steven Mackintosh : John Coniston
- Ashley Walters (VF : Mohad Sanou) : Chris
- Warren Brown (VF : Jérémy Prévost) : Marcus
- Kierston Wareing (VF : Hélène Bizot) : Gina
- Leila Mimmack : Dita
- Paul Popplewell : Tom
- Nicola Walker : Kirsty
- Hannah Merry : Olivia
- Ruth Gemmell (VF : Véronique Picciotto) : Rebecca
- Tom Mannion : Gordon

## Épisodes
1. Titre français inconnu (Épisode 1)
2. Titre français inconnu (Épisode 2)
3. Titre français inconnu (Épisode 3)
4. Titre français inconnu (Épisode 4)